# Тијана Раца
Тијана Раца (Ларнака, Кипар, 28. октобар 1997) српска је кошаркашица и репрезентативка селекције Кипра, која тренутно наступа за универзитетску кошаркашку екипу Вајоминга, NCAA (Wyoming, USA). Висока је 1.85м/ 6'0" игра на позицији бек-шутера.
Тијана је једна од најталентованијих младих играчица у Европи. Са 14 година почела је да игра за први тим  женског кошаркашког клуба АЕЛ, Лимасол са Кипра. Током каријере увек је играла са играчицама које су биле старије од ње.  Са 15 година је као најмлађа играчица на првенству  (за играчице до 20 година)  проглашена за MVP играча, најбољег стрелца и била је у најбољој петорци првенства. Од 13. године играла је за репрезентацију Кипра (У16).

## Каријера
Рођена на Кипру, Тијана је кошарку почела да игра 2007. године у клубу AEL из Лимасола (јуниорски тим).
Сезоне 2007/08. играла је за јуниорски тим АЕЛ-а из Лимасола (Кипар). У истој екипи играла је и у сезони 2008/09. и 2009/10.
Сезоне 2010/11. и 2011/ 12. играла је за А1  екипу АЕЛ-а из Лимасола.
Освојила је Кипарско кадетско првенство 2008; 2009; 2010 и 2012. године.
Била је члан У16 – кадетског тима Кипра 2010 и 2013.
Освоијила је Кипарски шампионат (А1) 2011. и 2012. године.
2012. године је са екипом АЕЛ-а  освојила куп Кипра.
Освојила је школски шампионат Кипра 2012.
Са екипом ПАОК-а освојила је Грчки јуниорски кошаркашки шампионат 2013.
Са екипом ПАОК-а је била финалисти Грчког купа 2013.
Са школским тимом освојила је Грчки школски шампионат као капитен екипе - 2013, 2014 и 2015. године.
Три узастопне сезоне: 2012./13., 2013/14., и 2013/15. играла је за А1 кошаркашку екипу ПАОК-а из Солуна (Грчка). 
Истовремено је играла за јуниорски и сениорски тим ПАОК-а.
На Европском шампионату (У16) дивизија Ц на Гиблатару 2013. године освојила је златну медаљу као први стрелац-1 (16.8поена), скокови-3 (8.9), асистенције – 2 (2.0), 3PT -1 (58%) и слободна бацања FT -1 (89%). Проглашена је за најбољег играча првенства (MVP).
Учествовала је као капитен на Светском школском шампионату у Лиможу (Француска) 2015. године.
На истом првенству, 2015. (Светски школски шампионат у у Лиможу -  Француска) освојила је златну медаљу (фер плеј).
Од 2015. игра за универзитетску кошаркашку екипу Вајоминга, NCAA (Wayoming, USA) где постиже одличне резултате.

## Репрезентација
Са репрезентацијом Кипра наступала је на FIBA Европском првенству у кошарци за мале земље (FIBA Women's European Championship for Small Countries), које је одржано у Ирској 2018. године  (Cork, Ireland).

## Породица
Тијана потиче из кошаркашке породице. Отац Драган Раца је бивши српски кошаркаш и  познати кошаркашки тренер који је каријеру градио (на Кипру, у Грчкој и Кини). Био је селектор кошаркашких репрезентација Либана, Кипра и Македоније. Запажена тренерска достигнућа остварује и данас у Кини где је ангажован од 2010. године. Данас је на челу кошаркашког клуба Беиконг Флај Драгонса, члана кинеске ЦБА лиге, као тренер, шеф струке и генерални супервизор. За свој дугогодишњи рад на пољу кошарке промовисан је у Почасног доктора наука „Алфа БК универзитета“.
Мајка Бранка Раца бивша је кошаркашица и тренер која је каријеру градила у Србији и на Кипру.  Она је била њен први тренер. Тијанина сестра, Ивана Раца (Ларнака, Кипар, 10. септембар 1999) је српска кошаркашица и репрезентативка младе селекције Србије (U-20) која тренутно наступа за универзитетску кошаркашку екипу Вејк Форест универзитета у Северној Каролини.